# Příhody Řeka Melikla
Příhody Řeka Melikla (1947, Przygody Meliklesa Greka) je dobrodružný historický román pro mládež, který napsal polský spisovatel Witold Makowiecki. Děj románu se odehrává ve starověkém Řecku v 6. století př. n. l. a popisuje dramatický útěk mladého řeckého námořníka ze starověkého Kartága, kam byl prodán do otroctví fénickými piráty, do rodného Milétu. Volným pokračováním knihy je další autorův román Diossos (1950, česky jako Tři útěky z Korintu).

## Obsah románu
Melikles je sedmnáctiletý chlapec z Milétu, prodaný fénickými piráty do Kartága do otroctví. Dvakrát se marně snaží uprchnout, je chycen a odsouzen k smrti ubičováním. Zachrání jej Řek Kalias a tajemný Méd Nehurabhed, velekněz zoroastristického boha dobra Ahura Mazdy, pověřený diplomatickým poslání smířit v Egyptě Řeky s Féničany, což by oslabilo moc Kartága.
Kartaginci se snaží Nehurabheda marně zastavit a ten se po různých dobrodružstvích přes Syrakusy, Messinu, Tarent, přístavy na Peloponésu a Krétu do Egypta (do jeho hlavního města Memfisu) skutečně dostane. Melikles se zde seznámí se svou budoucí ženou Anité a spřátelí se s jejím bratrem a svým budoucím švagrem Polynikem. Zjistí také, že Anité a Polinikos jsou děti Kaliase. Nehurabhedovo diplomatické poslání je však neúspěšné, a to především díky prohnilému egyptskému vládnímu systému, ve kterém ve skutečnosti vládnou kněží. Protože je Kalias sice v jádru čestný, ale chlubivý a hádavý chlapík, urazí svou žvanivostí egyptské bohy a hrozí mu smrt.
Když jsou všechny děti řeckých vojáků, doposud věrně sloužících egyptskému faraónovi, zajati jako rukojmí, dojde ke vzpouře. Řekové děti násilím osvobodí a rozhodnou se Egypt opustit. Odejdou do sílící řecké osady Kyrenaiky, která je Egyptu solí v očích. Proti osadě proto vytáhne spojené egyptsko-libyjské vojsko čítající třicet tisíc mužů a mající tak nad Řeky čtyřnásobnou přesilu. Dojde k bitvě (jde o skutečnou historickou událost z roku 570 př. n. l.), ve které Řekové díky své statečnosti a důvtipu zvítězí. Po bitvě získá Melikles loď a tou se se svými přáteli vrátí do rodného Milétu.

## Česká vydání
- Příhody Řeka Melikla, SNDK, Praha 1959, přeložila Věra Jersáková, znovu Albatros, Praha1974.